# Forgotten Freshness Volume 3
Forgotten Freshness 3 è una raccolta del gruppo Horrorcore Insane Clown Posse.

## Tracce
1. Intro  		1:03
2. Cartoon Nightmares	3:54
3. Posse on Vernor	da Bite Outta Rhyme: A Rock Tribute to Rap	4:50
4. Fly Away (con Zug Izland)	4:34
5. It	3:57
6. Run! da The Pendulum#11 comic book	3:01
7. Nuttin' But a Bitch Thang	4:25
8. Just Another Crazy Click (con Three 6 Mafia & Twiztid)	da When the Smoke Clears: Sixty 6, Sixty 1	3:56
9. Take It! da WCW Mayhem: The Music	3:19
10. Super Star da The Pendulum#9 comic book	4:52
11. Every Halloween	da Hallowicked 2001 3:21
12. The Mom Song (con The Rude Boy)	4:09
13. Insane Killers (con Vanilla Ice & La the Darkman)	da Bi-Polar	4:50
14. Confessions 	da The Pendulum#8 comic book	3:58
15. When Vampiro Gets High (con Vampiro)	da Freek Show	1:58
16. Take Me Home	8:57
17. At Around (con Violent J's Family & Shaddy 2 Dope's Family) 6:09